# Богдановка (приток Суходы)
Богдановка (устар. Жондорка) — река в России, протекает по Ильинскому району Ивановской области. Длина реки — 18 км, площадь водосборного бассейна — 54,5 км².
Исток — к северу от деревни Осветино Ивашевского сельского поселения Ильинского района Ивановской области. Устье реки находится в 12 км по правому берегу реки Сухода от её устья. Не судоходна.

## Данные водного реестра
По данным государственного водного реестра России относится к Окскому бассейновому округу, водохозяйственный участок реки — Нерль от истока и до устья, речной подбассейн реки — бассейны притоков Оки от Мокши до впадения в Волгу. Речной бассейн реки — Ока.
Код объекта в государственном водном реестре — 09010300812110000032463.